# Megalomyrmex bituberculatus
Megalomyrmex bituberculatus är en myrart som först beskrevs av Fabricius 1798.  Megalomyrmex bituberculatus ingår i släktet Megalomyrmex och familjen myror. Inga underarter finns listade i Catalogue of Life.